# Bolusiella
Bolusiella es un género con seis especies  de orquídeas de hábitos epífitas. Es originaria del África tropical y de Comoras.

## Descripción
Es una planta diminuta con hábitos de epífita y con un corto tallo, finas raíces y hojas carnosas. La inflorescencia con muchas flores de color blanco que se eleva desde la base.

## Distribución
Se distribuye por Ghana, Guinea, Liberia, Nigeria, Sierra Leona, Togo, Camerún, Congo, Guinea Ecuatorial, Gabón, Zaire, Etiopía, Kenia, Tanzania, Uganda, Malaui, Angola, Zambia, Zimbabue, Sudáfrica y Comoras.

## Taxonomía
El género fue descrito por Rudolf Schlechter y publicado en Beihefte zum Botanischen Centralblatt 36(2): 105. 1918.
Etimología
El género fue nombrado en honor de botánico sudafricano Harry Bolus.

## Especies
| - Bolusiella alinae - Bolusiella batesii - Bolusiella iridifolia | - Bolusiella maudae - Bolusiella talbotii - Bolusiella zenkeri |